# منير ليموري
منير ليموري (من مواليد 17 أغسطس 1974) مدير أعمال وسياسي مغربي ينتمي لحزب الأصالة والمعاصرة، ويشغل منصب عمدة مدينة طنجة.

## مسيرته
ولد منير ليموري في عام 1974 في مدينة طنجة، تلقى تعليمه الابتدائي والثانوي بالمدارس العمومية بنفس المدينة، ثم توج مساره الدراسي بالمغرب بالتخرج من المعهد الوطني للجلد والنسيج، قبل التوجه إلى إسبانيا حيث حصل على دبلوم في مجال تسيير المقاولات.

## مهامه
يشرف منير ليموري على إدارة شركات تنشط في مجال صناعة الجلد ومنتجاته، وهي الصفة التي أهلته لنيل عضوية الاتحاد العام لمقاولات المغرب – فرع الشمال – وعضوية مجلس إدارة الاتحاد العربي للصناعات الجلدية.
كما يرأس جمعية المستثمرين بالمنطقة الصناعية أكزناية (ضواحي طنجة)، وسبق له أن شغل عضوية مجلس جهة طنجة تطوان الحسيمة، وعضوية الغرفة الجهوية للصناعة التقليدية، قبل أن ينتخب رئيسا لها إثر الانتخابات المهنية في 17 أغسطس 2021.
على المستوى الحزبي، يتولى منير ليموري مهمة المنسق الإقليمي لحزب الأصالة والمعاصرة بعمالة طنجة - أصيلة منذ سنة 2012.

## حياته الشخصية
منير ليموري متزوج وأب لثلاثة أبناء.